# Cottocomephoridae
Cottocomephoridae (Baikaldonderpadden) zijn een familie van straalvinnige vissen uit de orde van Schorpioenvisachtigen (Scorpaeniformes).

## Geslachten
- Cottocomephorus Pellegrin, 1900
- Batrachocottus L. S. Berg, 1903
- Leocottus Taliev, 1955
- Paracottus Taliev, 1949